# Colonia (Rom)
Eine Colonia (eingedeutscht Kolonie, Plural Coloniae) war im Römischen Reich eine geplant angelegte Siedlung außerhalb Roms, ursprünglich in einem Gebiet, das im Krieg erobert worden war. Dadurch hatten die Coloniae anfänglich vor allem den Charakter eines militärischen Vorpostens zur Kontrolle und Niederhaltung der ursprünglichen Bevölkerung, die im Regelfall an der Siedlung beteiligt war. Später kam als wichtigster Zweck die Versorgung von römischen Bürgern mit Land, vor allem für Veteranen, hinzu. Coloniae dürfen nicht mit den römischen Provinzen verwechselt werden.

## Republikanische Zeit
In der Römischen Republik gab es zwei Arten von Coloniae:
- Coloniae civium Romanorum, in denen römische Bürger angesiedelt wurden. Diese behielten ihr römisches Bürgerrecht und erhielten ein kleines Landstück per Los zugewiesen. Die Bürgerkolonien lagen zuerst an den Küsten Italiens (deswegen wurden sie vereinzelt auch als coloniae maritimae bezeichnet) und waren mit relativ wenig Kolonisten (meist 300 Familien) versehen. Später wurden sie auch im Inneren des Landes angelegt und mit einer größeren Anzahl Kolonisten versehen. Die erste Bürgerkolonie war das traditionell bereits in der Königszeit gegründete Ostia Antica, später etwa Mutina und Parma.
- Coloniae Latinae, deren Bewohner ein eigenes, „latinisches“, Bürgerrecht besaßen (vergleichbar den von Rom unterworfenen Latinern in der Umgebung der Stadt). Ursprünglich römische Bürger erhielten allerdings ihr Bürgerrecht wieder, wenn sie nach Rom zurückkehrten. Die latinischen Kolonien waren größer als Bürgerkolonien und galten als selbständige Städte innerhalb des römischen Bundesgenossensystems.

Beide Arten von Coloniae bildeten in der Zeit der mittleren Republik das Kernstück des römischen Bundesgenossensystems in Italien. Sie dienten zum Beispiel als Stützpunkte in den Kriegen gegen die Samniten und gegen König Pyrrhos I. Die Anlage von Coloniae in den neu besetzten Gebieten ersparte den Römern die Stationierung von Besatzungstruppen, die in der Republik angesichts der nicht-stehenden Heere für längere Zeiträume kaum möglich gewesen wäre. Zugleich förderten die Kolonisten Wirtschaftsentwicklung, Handel und die damit verbundene Romanisierung der ursprünglichen Bevölkerung.
Für die Gründung einer Colonia war ein Gesetz der römischen Volksversammlung erforderlich. Die Auswahl der Kolonisten (coloni) und ihre Ansiedlung (deductio) erfolgte meist durch ein Dreierkollegium (tresviri coloniae deducendae), dem oft Angehörige der römischen Führungsschicht (Nobilität) angehörten. Zu den römischen oder latinischen Kolonisten kamen in der Regel noch Teile der Vorbevölkerung, wie insbesondere archäologische und epigraphische Zeugnisse gezeigt haben. Die eigentliche Gründung einer Colonia erfolgte nach etruskischem Ritus. Dabei wurden auch die Anlage der Stadt und ihr landwirtschaftlich genutztes Umland vermessen und in Parzellen geteilt (centuriatio).
Gegen Ende der Republik wurden die ersten Coloniae außerhalb Italiens angelegt (zuerst Karthago durch den Volkstribunen Gaius Sempronius Gracchus, dann Narbo). In der späten Republik dienten Kolonien vor allem zur Versorgung der landlosen Bevölkerung (plebs) der Hauptstadt, insbesondere aber zur Abfindung der abgerüsteten Veteranen aus dem nun ständig unter Waffen stehenden Heer. Ein Beispiel ist Pompeji, in dem 80 v. Chr. von Lucius Cornelius Sulla Felix 2000 Veteranen angesiedelt wurden.

## Kaiserzeit und Spätantike
In der frühen Kaiserzeit wurden die Anlagen von Kolonien insbesondere außerhalb Italiens zunächst fortgesetzt, jetzt auch in der östlichen Reichshälfte (etwa Korinth oder Alexandria Troas). Die Neugründung von Kolonien endete zu Beginn des 2. Jahrhunderts. Danach gab es weiterhin noch die Verleihung des Titels einer colonia an bestehende Städte (sog. „Titularkolonien“, ohne Ansiedlung von Kolonisten). Diese Rechtsstellung hatte einen höheren Status als die eines Municipiums. Ursprünglich waren die Bewohner einer Colonia civium Romanorum auch von Steuern und Abgaben befreit, dieses Privileg wurde in der Kaiserzeit aber wieder aufgehoben und Städten gegebenenfalls als separates Vorrecht verliehen.
In der Spätantike verschwanden die Unterschiede zwischen den verschiedenen Stadtrechtstypen völlig. In den Quellen dieser Zeit werden Städte immer noch als colonia, municipium, civitas, urbs oder oppidum bezeichnet, doch gab es keine erkennbaren Standesunterschiede mehr.
Beispiele für Coloniae der Kaiserzeit:
- in Germania inferior:
  - Colonia Claudia Ara Agrippinensium, das spätere Köln
  - Colonia Ulpia Traiana bei Xanten
- in Germania superior:
  - Colonia Augusta Raurica, heute Augst
  - Aventicum, heute Avenches
- in der Gallia Belgica
  - Augusta Treverorum, heute Trier
- in Noricum
  - Colonia Aurelia Antoniana Ovilabis, heute Wels
- in Pannonia
  - Carnuntum, bei Bad Deutsch-Altenburg, ca. 40 km östlich von Wien
  - Colonia Claudia Savaria, heute Szombathely
- in Britannien:
  - Lindum Colonia, heute Lincoln
  - Camulodunum, später Colonia Claudia Victricensis, heute Colchester
  - Eboracum, später Colonia Eboracensium, heute York
  - Colonia Nervia Glevensium, heute Gloucester
- in Judäa:
  - Jerusalem, nach dem Aufstand des Bar Kochba als Colonia Aelia Capitolina neu gegründet
- in Moesia:
  - Colonia Ulpia Oescus
  - Colonia Ulpia Ratiaria (beide verwüstet, an der Donau, heute Nordbulgarien)
- in Thrakien
  - Colonia Flavia Deultemsium (Hafen am Schwarzen Meer), heute Burgas
- in Africa:
  - Babba Iulia Campestris in Mauretanien
  - Colonia Thaenae, 12 km von Sfax
  - Colonia Iunonia Carthago (122 v. Chr. geplant, aber verworfen) – dann als Colonia Iulia Concordia Carthago (29 v. Chr.) realisiert – in Karthago (nach der Zerstörung durch die Römer)
  - Taucheira